# Reggie Hearn
Reggie Christian Hearn (Fort Wayne, Indiana, 14 de agosto de 1991) es un exbaloncestista estadounidense que disputó nueve temporadas como profesional. Con 1,96 metros de estatura, jugaba en la posición de escolta. Desde 2022 ejerce como ojeador de los San Antonio Spurs.

## Trayectoria deportiva

### Universidad
Jugó cuatro temporadas con los Wildcats de la Universidad Northwestern, en la que promedió 7,1 puntos, 2,8 rebotes y 1,0 asistencias por partido,

### Profesional
Tras no ser elegido en el Draft de la NBA de 2013, sí lo fue en el Draft de la NBA D-League, en la cuarta posición de la sexta ronda por Idaho Stampede. En su primera temporada en el equipo, actuando como titular, promedió 8,6 puntos y 4,4 rebotes por partido.
En enero de 2015 fue traspasado a los Westchester Knicks, quienes automáticamente prescindieron de él. El 26 de febrero fichó por los Reno Bighorns, con los que acabó la temporada siendo renovado. Al año siguiente jugó la temporada entera, promediando 11,5 puntos y 4,3 rebotes por partido.
El 25 de agosto de 2021, firma por el Skyliners Frankfurt de la Basketball Bundesliga, pero fue despedido días después sin llegar a debutar. El 23 de octubre firmó con los Memphis Hustle de la G League.

## Selección nacional
Hearn fue miembro de la selección de baloncesto de Estados Unidos que ganó el Campeonato FIBA Américas de 2017. Posteriormente representó a su país en 9 partidos de la clasificación de FIBA Américas para la Copa Mundial de Baloncesto de 2019.

## Estadísticas de su carrera en la NBA

### Temporada regular
| Año     | Equipo  | PJ | PT | MPP | %TC   | %3P   | %TL  | RPP | APP | ROB | TPP | PPP |
| ------- | ------- | -- | -- | --- | ----- | ----- | ---- | --- | --- | --- | --- | --- |
| 2017-18 | Detroit | 2  | 0  | 1.5 | 1.000 | 1.000 | .000 | 0.0 | 0.0 | 0.0 | 0.0 | 1.5 |
| Total   | Total   | 2  | 0  | 1.5 | 1.000 | 1.000 | .000 | 0.0 | 0.0 | 0.0 | 0.0 | 1.5 |